# Joanna Marszałek-Kawa
Joanna Marszałek-Kawa (ur. 10 sierpnia 1975) – polska prawniczka, politolożka, prof. uniw. dr hab., kierowniczka Katedry Systemów Politycznych na Wydziale Nauk o Polityce i Bezpieczeństwie UMK.

## Życiorys
Kierowniczka Katedry Systemów Politycznych na Wydziale Nauk o Polityce i Bezpieczeństwie Uniwersytetu Mikołaja Kopernika w Toruniu. Pełni także funkcję prezeski Wydawnictwa Adam Marszałek, dyrektorki Centrum Badań Wschodnich oraz wiceprezesa toruńskiego oddziału Polskiego Towarzystwa Nauk Politycznych. Jest redaktorką naczelną czasopism naukowych „Polish Political Science Yearbook”, „Nowa Polityka Wschodnia” (kwartalnik), wydawanego wspólnie z Kazachskim Uniwersytetem Narodowym Al.-Farabi w Ałmaty, oraz „S.P.A.C.E. / Society, Politics, Administration in Central Europe” (Web of Science).
Jest redaktorką naukową ponad 420 publikacji naukowych, w tym 10 monografii.
Jej zainteresowania naukowe obejmują następujące obszary badawcze: europejski parlamentaryzm, sprawy azjatyckie, systemy polityczne, oraz systemy konstytucyjne państw świata.

## Edukacja
- 2015 – prof. nadzwyczajny UMK
- 2012 – doktor habilitowany nauk o polityce na Wydziale Politologii i Studiów Międzynarodowych UMK
- 2004 – doktor nauk humanistycznych w zakresie nauk o polityce w Instytucie Nauk Politycznych i Dziennikarstwa UAM w Poznaniu. Temat: Parlament Europejski a parlamenty narodowe w państwach Unii Europejskiej (pozycja ustrojowa, organizacja wewnętrzna, kompetencje); promotor: Jan Wawrzyniak
- 1994–1999 – Wydział Prawa i Administracji UMK w Toruniu – tytuł magistra nauk prawnych

## Doświadczenie zawodowe
- 2001–2003 – dyrektorka Europejskiego Centrum Edukacyjnego
- 2001–2004 – asystentka w Katedrze Politologii UMK w Toruniu, Zakład Systemu Politycznego RP
- 2004–2015 – adiunktka w Katedrze Systemu Politycznego RP na WPiSM
- od 2015 – prof. nadzwyczajna UMK
- 2004–2009 – zastępczyni dyrektora Instytutu Politologii UMK ds. studenckich
- 2009–2010 – pełnomocniczka dziekana WPiSM ds. kierunku politologia
- od 2015 – kierowniczka Katedry Systemu Politycznego RP